# 東烏克蘭

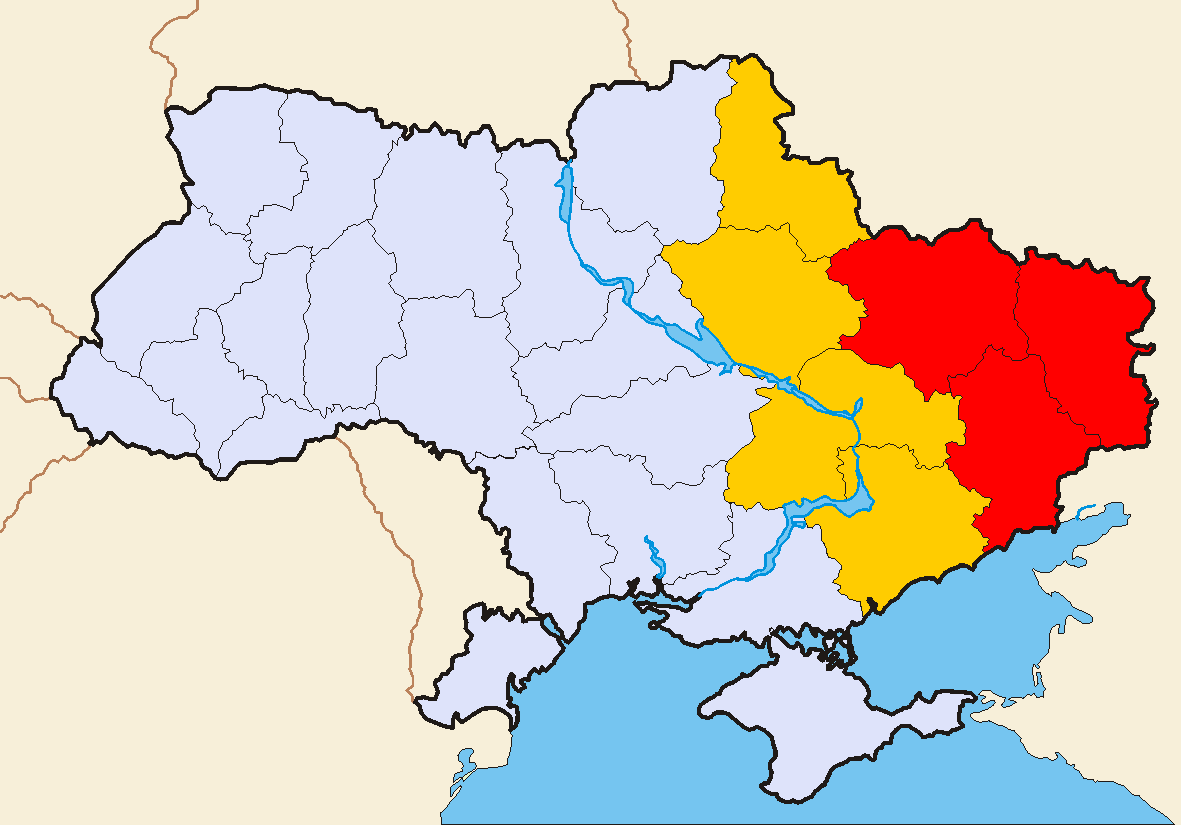
對東烏克蘭的定義
狹義定義
廣義定義

東烏克蘭（羅馬化：Skhidna Ukraina），簡稱烏東、東烏，是烏克蘭的地理分區之一，通常指聶伯河以東地區，特別是哈爾科夫州、盧甘斯克州、頓涅茨克州，有時也包括聶伯彼得羅夫斯克州、扎波羅熱州。這一概念包括了斯沃博達烏克蘭南部和頓巴斯地區，烏克蘭約三成的人口居住在東烏克蘭地區。俄语曾是這一地區最為通用的語言，此情況在2022年後逆轉。